# Ozeanien-Meisterschaften im Straßenradsport 2012
Die Ozeanien-Meisterschaften im Straßenradsport 2012 fanden vom 15. bis zum 18. März in Queenstown, Neuseeland, statt. Ausgetragen wurden jeweils ein Einzelzeitfahren und ein Straßenrennen in den Kategorien Junioren männlich und weiblich, Männer U-23 sowie Frauen Elite und Männer Elite. Die Zeitfahren für alle Klassen bis auf die Männer Elite, deren Wettbewerb einen Tag später startete, standen am 15. März auf dem Programm. Am 16. (Juniorinnen) und 17. sowie am 18. März (Männer Elite) wurden die Straßenrennen ausgetragen, wobei Männer Elite und U-23 in einem einzigen Rennen starteten.

## Zeitfahren
Alle Ergebnisse nachzulesen bei der UCI:

### Junioren (U-19)
Das Rennen war Teil des internationalen Juniorenrennkalenders in der Kategorie CC. In der Entscheidung um die Bronzemedaille war Miles Scotson um 29/100 Sekunden schneller als Hayden McCormick.
| Platz | Nation | Athlet           | Zeit         |
| ----- | ------ | ---------------- | ------------ |
| 1     | AUS    | Alexander Morgan | 32:18 min    |
| 2     | NZL    | Nick Bain        | + 0:08 min   |
| 3     | AUS    | Miles Scotson    | + 0:12 min   |
| 4     | NZL    | Hayden McCormick | gleiche Zeit |
| 5     | AUS    | Nick Schultz     | + 0:34 min   |
| 6     | AUS    | Trent Derecourt  | + 0:40 min   |
| 7     | NZL    | Scott Ambrose    | + 1:11 min   |
| 8     | NZL    | Hamis Schreurs   | + 1:13 min   |
| 9     | NZL    | Tom Vessey       | + 1:33 min   |
| 10    | AUS    | Jack McMahon     | + 1:34 min   |

Länge: 25 km

Start: Donnerstag, 15. März

Strecke: Queenstown, Zeitfahrstrecke
Es kamen 26 Athleten ins Ziel.

### Juniorinnen (U-19)
Das Rennen war Teil des internationalen Juniorinnenrennkalenders in der Kategorie CC.
| Platz | Nation | Athletin          | Zeit         |
| ----- | ------ | ----------------- | ------------ |
| 1     | AUS    | Allison Rice      | 29:05 min    |
| 2     | AUS    | Emily Roper       | + 0:14 min   |
| 3     | AUS    | Georgia Baker     | + 0:30 min   |
| 4     | AUS    | Alexandra O’Dea   | + 0:32 min   |
| 5     | AUS    | Ellen Skerritt    | + 1:05 min   |
| 6     | AUS    | Madeline Marshall | + 1:32 min   |
| 7     | NZL    | Devon Hiley       | + 1:43 min   |
| 8     | AUS    | Taylah Jennings   | + 1:50 min   |
| 9     | NZL    | Robin Hacker-Cary | + 1:51 min   |
| 10    | AUS    | Antonia Abbisogni | gleiche Zeit |

Länge: 20 km

Start: Donnerstag, 15. März

Strecke: Queenstown, Zeitfahrstrecke
Es kamen 17 Athletinnen ins Ziel.

### Männer U-23
Die ersten sechs Fahrer erhielten Punkte für die UCI Oceania Tour 2012. Damien Howson konnte seinen Titel aus dem Vorjahr verteidigen. Im Kampf um die Silbermedaille war Edward Bissaker 3/100 Sekunden schneller als sein Landsmann Michael Freiberg.
| Platz | Nation | Athlet             | Zeit         |
| ----- | ------ | ------------------ | ------------ |
| 1     | AUS    | Damien Howson      | 45:44 min    |
| 2     | AUS    | Edward Bissaker    | + 1:19 min   |
| 3     | AUS    | Michael Freiberg   | gleiche Zeit |
| 4     | NZL    | Jason Christie     | + 1:20 min   |
| 5     | AUS    | Campbell Flakemore | + 2:01 min   |
| 6     | AUS    | Luke Davison       | + 2:26 min   |

Länge: 40 km

Start: Donnerstag, 15. März

Strecke: Queenstown, Zeitfahrstrecke
Es kamen 15 Athleten ins Ziel.

### Frauen Elite
Die ersten drei Fahrerinnen erhielten Punkte für die UCI-Weltrangliste, das Rennen war Teil des internationalen Frauenrennkalenders in der Kategorie CC.
| Platz | Nation | Athletin         | Zeit       |
| ----- | ------ | ---------------- | ---------- |
| 1     | AUS    | Shara Gillow     | 33:51 min  |
| 2     | AUS    | Gracie Elvin     | + 1:55 min |
| 3     | AUS    | Bridie O’Donnell | + 2:18 min |

Länge: 25 km

Start: Donnerstag, 15. März

Strecke: Queenstown, Zeitfahrstrecke
Es kamen 7 Athletinnen ins Ziel.

### Männer Elite
Das Rennen war Teil der UCI Oceania Tour 2012 in der Kategorie CC, die ersten acht Fahrer erhielten Punkte für die Einzelwertung dieser Rennserie.
| Platz | Nation | Athlet            | Zeit       |
| ----- | ------ | ----------------- | ---------- |
| 1     | NZL    | Samuel Horgan     | 46:23 min  |
| 2     | NZL    | Paul Odlin        | + 0:05 min |
| 3     | AUS    | Michael Cupitt    | + 0:42 min |
| 4     | AUS    | Mark O’Brien      | + 1:53 min |
| 5     | AUS    | Jonathan Lovelock | + 2:02 min |
| 6     | AUS    | Blair Windsor     | + 2:26 min |
| 7     | AUS    | Jacob Kauffmann   | + 2:37 min |
| 8     | AUS    | Marc Williams     | + 3:38 min |

Länge: 40 km

Start: Freitag, 16. März

Strecke: Queenstown, Zeitfahrstrecke
Es kamen 9 Athleten ins Ziel.

## Straßenrennen
Alle Ergebnisse sind nachzulesen bei der UCI.

### Juniorinnen (U-19)
Das Rennen war Teil des internationalen Juniorinnenrennkalenders in der Kategorie CC.
| Platz | Nation | Athletin          | Zeit         |
| ----- | ------ | ----------------- | ------------ |
| 1     | AUS    | Emily Roper       | 2:12:39 h    |
| 2     | NZL    | Sophie Williamson | gleiche Zeit |
| 3     | AUS    | Jessica Mundy     | gleiche Zeit |
| 4     | AUS    | Allison Rice      | + 0:04 min   |
| 5     | AUS    | Ellen Skerritt    | + 0:06 min   |
| 6     | AUS    | Taylah Jennings   | + 3:44 min   |
| 7     | NZL    | Robin Hacker-Cary | gleiche Zeit |
| 8     | NZL    | Alice Hay         | gleiche Zeit |
| 9     | NZL    | Devon Hiley       | + 4:35 min   |
| 10    | AUS    | Laura Triggs      | gleiche Zeit |

Länge: vier Runden à 25 km (insgesamt 100 km)

Start: Freitag, 16. März

Strecke: Rundkurs Queenstown
Es kamen 16 Athletinnen ins Ziel.

### Junioren (U-19)
Das Rennen war Teil des internationalen Juniorenrennkalenders in der Kategorie CC.
| Platz | Nation | Athlet           | Zeit         |
| ----- | ------ | ---------------- | ------------ |
| 1     | AUS    | Bradley Linfield | 2:32:56 h    |
| 2     | NZL    | Hamish Schreurs  | gleiche Zeit |
| 3     | NZL    | Tom Vessey       | + 0:03 min   |
| 4     | NZL    | Tayla Harrison   | + 0:57 min   |
| 5     | NZL    | Hayden McCormick | + 3:00 min   |
| 6     | AUS    | Nick Schultz     | gleiche Zeit |
| 7     | AUS    | Jack McCulloch   | gleiche Zeit |
| 8     | AUS    | Nathan Bradshaw  | + 3:08 min   |
| 9     | NZL    | Nick Bain        | + 4:23 min   |
| 10    | AUS    | Jesse Kerrison   | + 4:54 min   |

Länge: fünf Runden à 25 km (insgesamt 125 km)

Start: Samstag, 17. März

Strecke: Rundkurs Queenstown
Es kamen 27 Athleten ins Ziel.

### Frauen Elite
Die ersten acht Fahrerinnen erhielten Punkte für die UCI-Weltrangliste, das Rennen war Teil des internationalen Frauenrennkalenders in der Kategorie CC.
| Platz | Nation | Athletin         | Zeit         |
| ----- | ------ | ---------------- | ------------ |
| 1     | AUS    | Gracie Elvin     | 3:06:45 h    |
| 2     | AUS    | Shara Gillow     | gleiche Zeit |
| 3     | AUS    | Rachel Neylan    | gleiche Zeit |
| 4     | AUS    | Myfanwy Galloway | gleiche Zeit |
| 5     | NZL    | Georgia Williams | gleiche Zeit |
| 6     | NZL    | Josie Giddens    | gleiche Zeit |
| 7     | NZL    | Sequoia Cooper   | gleiche Zeit |
| 8     | NZL    | Reta Trotman     | gleiche Zeit |

Länge: 102 km

Start: Samstag, 17. März

Strecke: Rundkurs Queenstown
Es kamen 14 Athletinnen ins Ziel.

### Männer Elite und U-23
Das Rennen war Teil der UCI Oceania Tour 2012 in der Kategorie CC, die ersten fünfzehn Fahrer erhielten Punkte für die Einzelwertung dieser Rennserie.
| Platz | Nation | Athlet                         | Zeit         |
| ----- | ------ | ------------------------------ | ------------ |
| 1     | NZL    | Paul Odlin                     | 3:54:05 h    |
| 2     | AUS    | Nick Aitken (Sieger U-23)      | gleiche Zeit |
| 3     | AUS    | Mark O’Brien                   | + 1:08 min   |
| 4     | AUS    | Sean Finning                   | + 1:32 min   |
| 5     | AUS    | Michael Freiberg (Silber U-23) | + 4:43 min   |
| 6     | NZL    | Samuel Horgan                  | gleiche Zeit |
| 7     | NZL    | Jason Christie (Bronze U-23)   | + 8:56 min   |
| 8     | AUS    | Brian McLeod                   | + 8:57 min   |
| 9     | AUS    | Jordan Kerby                   | gleiche Zeit |
| 10    | NZL    | Joseph Chapman                 | + 8:59 min   |
| 11    | AUS    | Marc Williams                  | + 9:07 min   |
| 12    | NZL    | Daniel Barry                   | + 9:14 min   |
| 13    | AUS    | Blair Windsor                  | + 9:21 min   |
| 14    | AUS    | Damien Howson                  | + 9:24 min   |
| 15    | AUS    | Jason Spencer                  | + 10:06 min  |

Länge: sechs Runden à 25 km (insgesamt 150 km)

Start: Sonntag, 18. März

Strecke: Rundkurs Queenstown
Es kamen 22 von 45 Athleten ins Ziel.